# Rudolf Asmis
Rudolf Albert August Wilhelm Asmis (12 de junio de 1879 - 13 de noviembre de 1945) fue un jurista, funcionario colonial y diplomático alemán que se desempeñó como Ministro de Siam y Cónsul General para Australia.

## Biografía

### Primeros años
Rudolf Asmis nació el 12 de junio de 1879 en Mesekenhagen, Pomerania y realizó estudios de derecho en la Universidad de Greifswald, donde obtuvo un doctorado en derecho en 1900 y fue miembro de la Sociedad de Canto "Gotia Greifswald" (parte de 'Sondershäuser Verband'). Asmis también obtuvo un Doctor en Filosofía en 1906. En 1900, Asmis se convirtió en secretario de la corte ("Gerichtsreferendar") en Pomerania. En 1904 fue promovido a "Gerichtsassessor" en Prusia. 

### Carrera colonial
En 1906, Asmis se unió al Departamento Colonial de la Oficina Imperial de Relaciones Exteriores, que se convirtió en la Oficina Imperial Colonial  ('Reichskolonialamt') en mayo de 1907. De 1906 a 1911, Asmis se desempeñó como Oficial de distrito en Togolandia, un protectorado alemán dentro de la África Occidental Alemana y fue comisionado por el Reichstag para investigar el tema de los derechos tribales y la reforma del derecho administrativo en la colonia. El trabajo de Asmis en esta área sirvió para promover un movimiento dentro de los círculos coloniales alemanes de integrar las leyes alemanas en sus colonias de una manera aceptable para las sociedades nativas, así como la capacidad de los oficiales de distrito de referirse a las leyes nativas para tomar decisiones legales.
Asmis se refirió a esta práctica innovadora como 'Bezirksleiterrecht' (o "la ley dirigida por los funcionarios del distrito"), y también intentó codificar las leyes tradicionales de las sociedades togolesas para el uso de los funcionarios del distrito. Sin embargo, sus superiores en Berlín vieron sus acciones como demasiado innovadoras y demasiado arriesgadas, dadas las ramificaciones políticas y pidieron que se detuviera el trabajo de Asmis sobre codificación en 1908. En una carta, el gobernador alemán, el conde von Zech, el secretario colonial Bernhard Dernburg, señaló que los intentos de Asmis de codificar la ley tribal eran "totalmente inviables" y "estaban diseñados para demoler todo el esfuerzo colonial".

### Carrera diplomática
En 1911, Asmis regresó a Alemania y se mudó a la Oficina Imperial de Relaciones Exteriores. En 1912, Asmis fue nombrado cónsul en la capital del Congo Belga, Boma, con responsabilidades en la África Ecuatorial Francesa, excluido Gabón. Como cónsul alemán en el Congo Belga al estallar la Primera Guerra Mundial en agosto de 1914, Asmis no se enteró del estallido de las hostilidades hasta dos semanas después de que Gran Bretaña declarara la guerra a Alemania el 4 de agosto. Asmis logró regresar a Alemania, aunque con gran dificultad, y asumió el cargo de consejero en el Gobierno General de Bélgica, que se había establecido en la Bélgica ocupada por los alemanes.
Con el final de la guerra, Asmis fue nombrado Consejero (Geheimer Regierungsrat) para el Republicano Ministerio del Interior, pero regresó al Ministerio de Asuntos Exteriores en 1920. En 1921 fue nombrado Jefe de la Oficina de Comercio Exterior y en 1922 fue nombrado Consejero de la Embajada de Alemania en Moscú, Unión Soviética. Mientras estaba en Moscú en 1924, Asmis conoció y se casó con la hija, Karoline, de alemanes étnicos que habían estado viviendo en la ciudad desde antes de la Revolución. Como resultado del matrimonio, la esposa de Asmis y su familia pudieron escapar de Rusia a Alemania. Juntos tuvieron dos hijos, Rudolf Snr. y Herbert. En 1923, Asmis fue enviado a Taskent como Consejero en la Oficina de Representación Alemana ante la República Autónoma Socialista Soviética del Turkestán.
En 1924, Asmis pasó un año en la Legación Alemana en Pekín como consejero y en 1925 fue nombrado Ministro alemán de Siam en Bangkok, el primer representante alemán en el país desde la declaración de guerra de Siam contra Alemania en 1917. En abril de 1928, Asmis concluyó el "Tratado de Amistad, Comercio y Navegación entre el Reino de Siam y el Reich alemán", que estableció una nueva era de relaciones diplomáticas entre Siam y Alemania y coincidió con el final oficial de varios "tratados desiguales" impuestos a Siam por las diversas potencias extranjeras en el siglo XIX.

#### Cónsul General para Australia

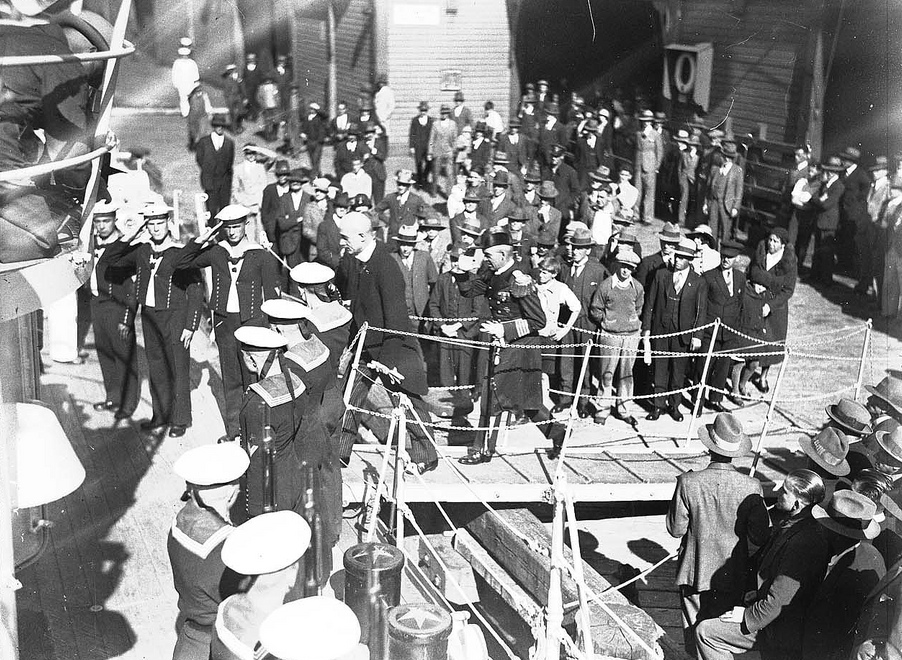
Asmis y el capitán Otto Schniewind abordaron el crucero alemán Köln atracado en el puerto de Sídney, en mayo de 1933.

En octubre de 1932, Asmis llegó a Sídney para asumir su próximo nombramiento como Cónsul General, Primera Clase, para Alemania a Australia, con responsabilidad en Nueva Zelanda y Fiyi. Con la llegada al poder del Partido Nacionalsocialista en 1933, Asmis se mostró entusiasta en sus esfuerzos por fomentar un movimiento nacionalsocialista nativo entre la comunidad alemana en Australia. En mayo de 1933, Asmis había fundado una "Liga del Germanismo" y en marzo de 1933 hizo una declaración oficial con la intención de denunciar informes de ataques nacionalsocialistas contra judíos en Alemania, al tiempo que señaló que la inestabilidad de la República de Weimar fue, en su opinión, causada por "miles de judíos entraron a Alemania desde Europa del Este, muchos de los cuales acumularon grandes fortunas a expensas de la población empobrecida durante los tiempos más difíciles de la nación". Desde 1929 hasta abril de 1932, Asmis fue miembro del Partido Popular Alemán, pero se unió al Partido Nacionalsocialista el 1 de abril de 1938. 
Como parte de sus deberes de presentación de informes, en 1935 Asmis proporcionó a Berlín un informe de 31 páginas sobre el estado de los aborígenes en Australia. Asmis había recorrido el interior y había hablado con una variedad de contactos, incluidos misioneros y antropólogos. Su informe no reveló nada nuevo o perspicaz, pero parecía estar de acuerdo con la opinión predominante de la época de que la mejor ruta para la supervivencia de los australianos indígenas era la asimilación mediante la adopción de una "ética de trabajo europea".
En abril de 1939, Asmis se dirigía a Alemania con vacaciones anuales cuando expresó a los periodistas australianos que no creía que la guerra fuera una posibilidad: "No creo que Alemania vaya a la guerra para presentar sus reclamos". No creo que ella vaya a Polonia. No habrá guerra para las colonias". Con la completa ocupación alemana de Checoslovaquia en marzo de 1939, Asmis se trasladó a asumir las funciones del Consulado Checoslovaco en Sídney, una acción que no fue reconocida por el Gobierno australiano. Asmis todavía estaba de permiso en Alemania cuando Australia hizo su declaración de guerra contra Alemania el 3 de septiembre de 1939, pero el Cónsul General Interino (y el Cónsul en Adelaida desde 1937) el Dr. Oskar Seger actuó en su ausencia para entregar el consulado australiano al Cónsul suizo, Hans Georg Hedinger, siendo Suiza el poder protector.

### Últimos años y muerte
Durante la Segunda Guerra Mundial, Asmis continuó trabajando en el Ministerio de Asuntos Exteriores en Berlín, pero pronto asumió responsabilidades adicionales en 1940 como jefe de la reorganizada Oficina de Política Colonial del NSDAP, supervisando (junto con el Reichskolonialbund) los planes de Alemania para posibles futuras adquisiciones coloniales. Sin embargo, a principios de 1943 Hitler ordenó el cierre de todas las oficinas y organizaciones del Partido que no estaban directamente relacionadas con el mantenimiento de la guerra. Después de la disolución de la Oficina, Asmis fue nombrado Jefe de Política en el Ministerio de Relaciones Exteriores en 1944, que era responsable de África, Australia y Nueva Zelanda, así como de las cuestiones de mandato y coloniales. Con el fin de la guerra y la derrota de Alemania, Asmis fue arrestado por las autoridades soviéticas y murió bajo custodia soviética en Berlín el 13 de noviembre de 1945, a la edad de 66 años.

## Publicaciones
- Der belgische Kongo nach dem Weltkriege ("El Congo Belga después de las guerras mundiales") (en alemán). KF Koehler. 1920.
- Als Wirtschaftspionier in Russisch-Asien ("Como pionero económico en Asia rusa") (en alemán). G. Stilke. 1924.
- Erfahrungen aus meinen kolonialen Wanderjahren ("Experiencia de mis años coloniales de migrantes.") (en alemán). Mittler. 1941.
- Kalamba na m'putu (en alemán). Mittler. 1942.
- Das Ende eines Paradieses ("El Fin de un Paraíso") (en alemán). Reinshagen. 1942.